# 陸上自衛隊九州補給処
陸上自衛隊九州補給処（りくじょうじえいたいきゅうしゅうほきゅうしょ、JGSDF Kyushu Logistics Depot）は、陸上自衛隊目達原駐屯地（佐賀県神埼郡吉野ヶ里町）に本処を置く西部方面隊隷下の補給処である。目達原駐屯地には西部方面隊の後方支援を主任務とする西部方面後方支援隊本部も所在している。

## 概要
西部方面総監の指揮を受ける機関であり、訓練、有事の際の行動を円滑にするための後方支援を担当する。本処の他、健軍支処（健軍駐屯地）、富野弾薬支処（富野分屯地）、大分弾薬支処（大分分屯地）、鳥栖燃料支処（鳥栖分屯地）の各支処からなっている。
主要任務として
- 西部方面隊全域の調達を担当し、装備の入札の際の受け皿となる。
- 主要装備品の第3段階整備を担任する。
- 佐賀県東部の2市4町の防衛警備・災害派遣対応、広報活動を行う。

なお、全国の補給処のうち警備区域を担当するのは当補給処のみである。本処の警備区域は三神地域と呼ばれる鳥栖市・神埼市・吉野ヶ里町・基山町・上峰町・みやき町の2市4町で、災害派遣の際、佐賀県隊区長である西部方面混成団長の指揮を受ける。

## 沿革
保安隊九州地区補給廠
- 1952年（昭和27年）10月15日：保安隊九州地区補給廠が福岡駐屯地において編成完結。
- 1954年（昭和29年）3月10日：保安隊九州地区補給廠が福岡駐屯地から目達原駐屯地に移駐。

陸上自衛隊九州地区補給処
- 1954年（昭和29年）7月1日：陸上自衛隊発足により、保安隊九州地区補給廠が陸上自衛隊九州地区補給処に改称。

- 1955年（昭和30年）
  - 3月2日：富野弾薬支処が富野分屯地において編成完結。
  - 7月1日：大分弾薬支処が大分分屯地において編成完結。
- 1956年（昭和31年）2月25日：鳥栖燃料支処が鳥栖分屯地において編成完結。
- 1957年（昭和32年）11月20日：健軍支処が健軍駐屯地において、城野支処が城野分屯地において編成完結。

陸上自衛隊九州補給処
- 1998年（平成10年）3月26日：中央補給処の廃止・整理統合に伴い、陸上自衛隊九州地区補給処が陸上自衛隊九州補給処に改称。
- 2008年（平成20年）3月24日：城野支処（城野分屯地）を廃止し、業務を本処補給部へ統合。
- 2018年（平成30年）3月27日：電計課を廃止し、装備計画部に統合。
- 2026年（令和8年）3月：西部方面隊隷下から補給本部(仮称)隷下に隷属替予定。
- （時期未定）：沖縄訓練場に支処を開設予定[2][3]。

## 組織編成
- 九州補給処本処（目達原駐屯地）
  - 総務部
  - 調達会計部
  - 装備計画部
  - 補給部
  - 整備部
- 健軍支処（健軍駐屯地）
- 富野弾薬支処（富野分屯地）
- 大分弾薬支処（大分分屯地）
- 鳥栖燃料支処（鳥栖分屯地）

## 主要幹部
| 官職名                                     | 階級    | 氏名     | 補職発令日     | 前職                                                 |
| ------------------------------------------ | ------- | -------- | -------------- | ---------------------------------------------------- |
| 陸上自衛隊九州補給処長 兼 目達原駐屯地司令 | 陸将補  | 河合寿士 | 2025年08月01日 | 防衛装備庁調達事業部調達総括官                       |
| 副処長                                     | 1等陸佐 | 加藤武則 | 2025年03月17日 | 陸上自衛隊需品学校副校長 兼 企画室長                 |
| 総務部長                                   | 1等陸佐 | 山口行徳 | 2025年08月01日 | 自衛隊岡山地方協力本部長                             |
| 調達会計部長                               |         |          |                |                                                      |
| 装備計画部長                               | 1等陸佐 | 遠藤正幸 | 2024年08月01日 | 第4後方支援連隊長                                    |
| 補給部長                                   | 2等陸佐 | 竹井一寿 | 2025年03月17日 | 陸上自衛隊九州補給処鳥栖燃料支処長 兼 鳥栖分屯地司令 |
| 整備部長                                   | 2等陸佐 | 山本徹   | 2024年03月18日 | 陸上幕僚監部装備計画部通信電子課勤務                 |
| 健軍支処長                                 | 2等陸佐 | 丹宗正敏 | 2025年08月01日 | 第5施設団本部高級幕僚                                |
| 富野弾薬支処長 兼 富野分屯地司令           | 2等陸佐 | 兼松躁志 |                |                                                      |
| 大分弾薬支処長 兼 大分分屯地司令           | 2等陸佐 | 牧保孝   |                |                                                      |
| 鳥栖燃料支処長 兼 鳥栖分屯地司令           | 2等陸佐 | 岡睦男   |                |                                                      |

| 代                         | 氏名                       | 在職期間                   | 出身校・期                       | 前職                                                                  | 後職                                               |
| 陸上自衛隊九州地区補給処長 | 陸上自衛隊九州地区補給処長 | 陸上自衛隊九州地区補給処長 | 陸上自衛隊九州地区補給処長       | 陸上自衛隊九州地区補給処長                                            | 陸上自衛隊九州地区補給処長                         |
| -------------------------- | -------------------------- | -------------------------- | -------------------------------- | --------------------------------------------------------------------- | -------------------------------------------------- |
| 01                         | 荒武太刀夫 （2等保安正）   | 1952.10.15 - 1953.3.19     | 東京帝国大学 昭和10年卒          | （保安隊九州地区補給しよう長心得）                                    | 保安隊九州地区補給しよう 副しよう長                |
| 02                         | 馬場政義                   | 1953.4.8 - 1956.8.15       | 東京帝国大学 昭和4年卒           | 保安隊関西地区補給しよう長 兼 宇治駐とん地部隊長 →1954.7.1 陸将補昇任 | 西部方面副総監                                     |
| 03                         | 加藤昌平                   | 1956.8.16 - 1958.7.31      | 陸士41期・ 陸大50期              | 西部方面総監部幕僚長                                                  | 陸上自衛隊富士学校副校長                           |
| 04                         | 野嵜一二                   | 1958.8.1 - 1960.7.31       | 陸士40期                         | 陸上自衛隊北海道地区補給処長 →1959.2.1 陸将補昇任                     | 東部方面総監部付 →1960.12.31 退職                  |
| 05                         | 水田新太郎                 | 1961.3.1 - 1963.7.31       | 海機41期                         | 西部方面総監部幕僚副長 →1962.1.1 陸将補昇任                           | 陸上自衛隊北海道地区補給処長 兼 島松駐とん地司令   |
| 06                         | 山田正明 （1等陸佐）       | 1963.8.1 - 1965.7.15       | 中央大学 昭和10年卒              | 陸上自衛隊需品学校長                                                  | 陸上幕僚監部付 →1966.3.1 停年退官（陸将補昇任）    |
| 07                         | 前野荒治                   | 1965.7.16 - 1967.7.16      | 陸士48期                         | 陸上幕僚監部輸送課長 →1966.7.1 陸将補昇任                             | 第1教育団長 兼 武山駐とん地司令                    |
| 08                         | 岸修祐                     | 1967.7.17 - 1970.3.15      | 京都帝国大学 昭和14年卒          | 陸上幕僚監部法務課長 →1968.1.1 陸将補昇任                             | 陸上幕僚監部付 →1970.5.31 退職                     |
| 09                         | 江村儀郎                   | 1970.3.16 - 1972.3.15      | 東北帝国大学 昭和16年卒          | 通信補給処長 兼 大宮駐とん地司令                                      | 陸上幕僚監部付 →1972.7.1 退職                      |
| 10                         | 岩下徳治                   | 1972.3.16 - 1974.3.15      | 陸士52期・ 陸大59期              | 統合幕僚会議事務局第4幕僚室長 →1973.7.1 陸将昇任                      | 陸上幕僚監部付 →1974.4.1 退職                      |
| 11                         | 川上進                     | 1974.3.16 - 1976.3.15      | 陸士53期                         | 陸上自衛隊武器学校長 兼 土浦駐とん地司令 →1974.5.1 陸将昇任           | 陸上幕僚監部付 →1976.4.1 退職                      |
| 12                         | 齋藤鎮男 （陸将）          | 1976.3.16 - 1977.6.30      | 陸士55期                         | 第13師団副師団長 兼 海田市駐とん地司令                                | 退職                                               |
| 13                         | 山之内種章 （陸将）        | 1977.7.1 - 1978.7.27       | 陸士57期                         | 西部方面総監部幕僚長 兼 健軍駐とん地司令                              | 第8師団長                                          |
| 14                         | 森清                       | 1978.7.28 - 1981.3.15      | 陸航士58期                       | 陸上自衛隊武器学校長 兼 土浦駐とん地司令 →1978.11.1 陸将昇任          | 退職                                               |
| 15                         | 中根新一 （陸将）          | 1981.3.16 - 1982.3.15      | 米沢工専 昭和22年卒              | 陸上幕僚監部装備部副部長                                              | 陸上自衛隊武器補給処長 兼 霞ケ浦駐とん地司令       |
| 16                         | 井原公夫 （陸将）          | 1982.3.16 - 1984.6.30      | 海兵76期・ 新居浜工専 昭和22年卒 | 陸上自衛隊武器学校長 兼 土浦駐とん地司令                              | 技術研究本部技術開発官 （陸上担当）                |
| 17                         | 阿達憲 （陸将）            | 1984.7.1 - 1985.6.30       | 横浜工専 昭和24年卒              | 西部方面総監部幕僚長 兼 健軍駐屯地司令                                | 技術研究本部技術開発官 （陸上担当）                |
| 18                         | 櫻井和雄 （陸将）          | 1985.7.1 - 1987.7.6        | 中央大学 昭和29年卒              | 第2混成団長 兼 善通寺駐屯地司令                                       | 退職                                               |
| 19                         | 森敏彦                     | 1987.7.7 - 1988.7.6        | 九州大学 昭和30年卒              | 第1混成団長 兼 那覇駐屯地司令                                         | 退職                                               |
| 21                         | 和才剛                     | 1988.7.7 - 1990.3.15       | 防大1期                          | 調達実施本部副本部長 （調達管理第二担当）                             | 陸上幕僚監部付 →1990.4.1 退職                      |
| 22                         | 雀ケ野環                   | 1990.3.16 - 1993.3.23      | 防大3期                          | 第2混成団長 兼 善通寺駐屯地司令                                       | 陸上幕僚監部付 →1993.4.1 退職                      |
| 23                         | 池野萬                     | 1993.3.24 - 1994.6.30      | 防大4期                          | 陸上自衛隊幹部学校副校長 兼 企画室長                                  | 退職                                               |
| 24                         | 鈴木善勝                   | 1994.7.1 - 1996.6.30       | 防大6期                          | 陸上自衛隊通信学校長 兼 久里浜駐屯地司令                              | 退職                                               |
| 25                         | 古沢節夫                   | 1996.7.1 - 1997.6.30       | 防大8期                          | 第4師団副師団長 兼 福岡駐屯地司令                                     | 退職                                               |
| 末                         | 千輪俊明                   | 1997.7.1 - 1998.3.25       | 防大10期                         | 陸上自衛隊富士学校機甲科部長                                          | 陸上自衛隊九州補給処長                             |
| 陸上自衛隊九州補給処長     |                            |                            |                                  |                                                                       |                                                    |
| 01                         | 千輪俊明                   | 1998.3.26 - 1999.7.1       | 防大10期                         | 陸上自衛隊九州地区補給処長                                            | 退職                                               |
| 02                         | 寺村誠士                   | 1999.7.1 - 2000.11.16      | 防大10期                         | 第4施設団長 兼 大久保駐屯地司令                                       | 西部方面総監部付 →2000.12.14 退職                  |
| -                          | 山澤祥佑                   | 2000.11.17 - 2001.1.10     | 防大12期                         | 九州補給処副処長として処長代理 兼 目達原駐屯地司令                    | 九州補給処副処長として処長代理 兼 目達原駐屯地司令 |
| 03                         | 高橋佳嗣                   | 2001.1.11 - 2002.3.22      | 防大11期                         | 自衛隊体育学校長                                                      | 退職                                               |
| 04                         | 福山隆                     | 2002.3.22 - 2003.6.30      | 防大14期                         | 富士教導団長                                                          | 西部方面総監部幕僚長 兼 健軍駐屯地司令             |
| 05                         | 品川澄雄                   | 2003.7.1 - 2005.7.28       | 防大16期                         | 陸上自衛隊関東補給処副処長                                            | 退職                                               |
| 06                         | 福田裕                     | 2005.7.28 - 2006.8.3       | 防大20期                         | 陸上自衛隊補給統制本部 火器車両部長                                   | 陸上自衛隊武器学校長 兼 土浦駐屯地司令             |
| 07                         | 植木美知男                 | 2006.8.4 - 2008.3.25       | 防大18期                         | 陸上自衛隊輸送学校長                                                  | 退職                                               |
| 08                         | 中村憲一                   | 2008.3.26 - 2009.3.23      | 防大18期                         | 陸上自衛隊通信学校長 兼 久里浜駐屯地司令                              | 退職                                               |
| 09                         | 酒井弘                     | 2009.3.24 - 2011.8.4       | 防大22期                         | 第7師団副師団長 兼 東千歳駐屯地司令                                   | 退職                                               |
| 10                         | 藤井貞文                   | 2011.8.5 - 2013.3.27       | 防大23期                         | 装備施設本部副本部長 （武器需品担当）                                 | 退職                                               |
| 11                         | 川﨑朗                     | 2013.3.28 - 2014.8.4       | 防大24期                         | 北部方面総監部幕僚副長                                                | 第6師団長                                          |
| 12                         | 神原誠司                   | 2014.8.5 - 2016.6.30       | 防大26期                         | 陸上自衛隊需品学校長 兼 松戸駐屯地司令                                | 退職                                               |
| 13                         | 小瀬幹雄                   | 2016.7.1 - 2017.12.19      | 東京大学 昭和61年卒              | 陸上自衛隊施設学校長 兼 勝田駐屯地司令                                | 西部方面総監部幕僚長 兼 健軍駐屯地司令             |
| 14                         | 山崎嘉樹                   | 2017.12.20 - 2018.12.19    | 防大28期                         | 防衛装備庁プロジェクト管理部 プロジェクト管理総括官                   | 退職                                               |
| 15                         | 吉野俊二                   | 2018.12.20 - 2020.12.21    | 防大31期                         | 陸上自衛隊化学学校長 兼 大宮駐屯地司令                                | 退職                                               |
| 16                         | 竹内綱太郎                 | 2020.12.22 - 2023.12.21    | 防大33期                         | 陸上自衛隊化学学校長 兼 大宮駐屯地司令                                | 退職                                               |
| 17                         | 佐藤洋                     | 2023.12.22 - 2025.7.31     | 防大37期                         | 東北方面総監部幕僚副長                                                | 陸上自衛隊武器学校長 兼 土浦駐屯地司令             |
| 18                         | 河合寿士                   | 2025.8.1 -                 |                                  | 防衛装備庁調達事業部調達総括官                                        |                                                    |